# Katholiek Nederlands Persbureau
Het Katholiek Nederlands Persbureau (1946-1973) was een rooms-katholiek persbureau dat in 1946, als stichting, werd opgericht door de Nederlandse Katholieke Actie en de Katholieke Nederlandse Dagbladpers (KNDP). De hoofdredacteuren waren H.B.A.M. Kemna en J.H. Hotzler. In 1951 werd de stichting omgezet in een Naamloze Vennootschap, met de katholieke dagbladen als eigenaars. Van 1955 tot 1957 was het KNP de eerste werkplek van de journalist Ad Langebent (1933-1997).
Nadat in 1972 de dagbladen de Volkskrant en De Stem zich van het KNP terugtrokken, was er onvoldoende basis over en werd het bureau in januari 1973 opgeheven. Een van de redacteuren kwam in dienst bij het Algemeen Nederlands Persbureau voor kerkelijk nieuws. Het archief van het KNP is ondergebracht bij het Katholiek Documentatie Centrum in Nijmegen.

Later zijn er andere projecten gekomen met de naam "Katholiek Nederlands Persbureau" of "Rooms-Katholiek Nederlands Persbureau" die geen verband hebben met het oude KNP.